# Johannes Stark
Pour les articles homonymes, voir Stark.
Johannes Stark (15 avril 1874 à Freihung, Royaume de Bavière - 21 juin 1957) était un physicien allemand. Il a reçu le prix Nobel de physique de 1919 « pour sa découverte de l'effet Doppler dans les rayons canaux et du dédoublement des raies spectrales par les champs électriques », ce qu'on appelle aujourd'hui l'effet Stark.

## Biographie
Né à Schickenhof en Bavière, Stark a fait ses études au gymnasium de Bayreuth et plus tard à Ratisbonne. Il a commencé ses études universitaires à l'université de Munich, où il a étudié la physique, les mathématiques, la chimie et la cristallographie.
Il a soutenu son doctorat sur un sujet de physique d'Isaac Newton.
Il a travaillé dans divers postes à l'institut de physique jusqu'en 1900, où il est devenu professeur non salarié à l'université de Göttingen. Il a travaillé dans les départements de physique de plusieurs universités, dont l'université de Greifswald, jusqu'en 1922. En 1919, il a reçu le prix Nobel de physique pour sa « découverte de l'effet Doppler et du dédoublement des raies spectrales par les champs électriques » (ce dernier effet est connu sous le nom d'effet Stark).
Dès l'arrivée des nazis au pouvoir en Allemagne en 1933, Stark est nommé président de l'Institut physico-technologique (Physikalische-technische Reichsanstalt), puis en 1934 président de la Deutsche Forschungsgemeinschaft. Il conserve ces postes jusqu'à sa retraite en 1939. Stark a publié plus de 300 articles, principalement sur l'électricité.
Pendant le régime nazi, il a essayé (avec Philipp Lenard) de promouvoir une physique allemande (Deutsche Physik ou « physique aryenne », mouvement contre la « physique juive » d'Albert Einstein).
Il s'est marié avec Luise Uepler, et ils ont eu cinq enfants.

## Distinctions et récompenses
Il a reçu diverses récompenses dont le prix Nobel de physique, le prix de Baumgartner de l'Académie des sciences de Vienne (1910), le prix de Vahlbruch de l'Académie des sciences de Göttingen (1914), et la médaille Matteucci de l'Académie de Rome.